# Walter Erich Schäfer
Walter Erich Schäfer (* 16. März 1901 in Hemmingen; † 28. Dezember 1981 in Stuttgart) war ein deutscher Schriftsteller und Dramaturg. Von 1949 bis 1972 war er Generalintendant des Württembergischen Staatstheaters Stuttgart.

## Leben
Walter Schäfer wurde als Sohn von Friedrich Wilhelm Schäfer (1871–1951) und Hildegard Speidel (1874–1952) geboren. Nach seiner Schulzeit am Karls-Gymnasium Stuttgart schrieb er sich auf Wunsch seines Vaters, der an der Landwirtschaftlichen Akademie Hohenheim (heute Universität Stuttgart-Hohenheim) studiert hatte, dort ein, um ebenfalls Landwirtschaft zu studieren. Während seines Studiums in Hohenheim (1921–1924) wurde Schäfer Mitglied im Corps Germania. Aufgrund seiner bereits während der Schulzeit entwickelten Begeisterung für das Künstlerische – er hatte sich fürs Theater begeistert sowie Schauspiele und Prosa verfasst – begann er ein Zweitstudium an der Universität Tübingen. Nachdem er dieses mit der Promotion in Philosophie über „Die vergleichende Dramaturgie der griechischen und elisabethanischen Tragödie“ abgeschlossen hatte, widmete er sich ganz dem Theater. 1925 war er zunächst in Stuttgart als Hilfsdramaturg mit kleinen Aufträgen befasst, 1928 fand er dann dort eine Anstellung als Dramaturg.
Schäfer heiratete 1925 in Stuttgart Irmgard Sigel (1902–1984), das Paar hatte vier Kinder. Er blieb stets Besitzer seines ererbten Hofes in der Hallertau bei Ingolstadt.

## Wirken
Nach der Machtübernahme durch die NSDAP und ihre Bündnispartner wurde Schäfer zunächst Dramaturg in Mannheim, anschließend war er als Dramaturg am Staatstheater in Kassel tätig. Mit dem Ende der Aufnahmesperre beantragte er am 5. Juli 1937 die Aufnahme in die NSDAP und wurde rückwirkend zum 1. Mai aufgenommen (Mitgliedsnummer 5.060.003). Reichsdramaturg Rainer Schlösser beurteilte ihn 1937 als „wichtigen Aktivposten für die von mir vertretene nationalsozialistische Theaterpolitik“.
Schäfers Schauspiel Der 18. Oktober (Uraufführung in München am 13. Februar 1932) wurde nach Angaben der Emigrantenzeitschrift Die Sammlung auf sämtlichen deutschen Bühnen gespielt. In Lübeck wurde das Stück 1941, in bereits unruhigen Zeiten, gespielt, und zwar „anlässlich des Tages der Machtübernahme“ am 30. Januar. Es ging darin um den Freiheitskampf gegen Napoleon.
Nach dem Ende des NS-Regimes wurde Schäfers Schauspiel Der Leutnant Vary (Dietzmann, Leipzig 1941) in der Sowjetischen Besatzungszone auf die Liste der auszusondernden Literatur gesetzt, obwohl es in der Aussage ein Antikriegsstück ist. Florian Radvan fasst in einem taz-Artikel Schäfers ambivalentes Verhältnis zum NS-Regime zusammen: „Sicher war der damalige Dramaturg und Schriftsteller Schäfer kein entflammter Nazi. Doch durch die fortwährende Bereitschaft, die nationalsozialistische Kulturpolitik durch neue Stücke aktiv zu unterstützen, signalisierte er zumindest eine Duldung des Regimes.“
Schäfer entdeckte für sich auch das Radio als Kunstgattung. Nicht nur sein Hörspiel Malmgren (auch Malmgreen, 1925) wird ein großer literarischer Erfolg – und ein Klassiker des „Frühen Hörspiels“ –, auch seine späteren Hörspiele wie Die fünf Sekunden des Mahatma Gandhi (1949) wurden häufig aufgeführt und werden auch heute noch gesendet.
Im Kleinen Haus der Städtischen Bühnen Augsburg wurde am 12. März 1949 erfolgreich das „Zeitstück“ Die Verschwörung uraufgeführt (Regie: Stefan Dahlen), das Schäfer unter dem Pseudonym Werner Frank verfasst hatte. Schäfer siedelte das Stück, das die Geschehnisse des 20. Juli 1944 behandelte, im Berliner Gestapo-Hauptquartier an. Als zentraler Träger des Widerstands gegen Hitler fungiert ein SS-Brigadeführer. Das Schauspiel, das SS-Offiziere als wichtige Verbindungsmänner des Umsturzplans „Unternehmen Walküre“ zeigte, wurde von annähernd 40 deutschen Bühnen nachgespielt.
Im selben Jahr wurde Schäfer als Generalintendant an die Stuttgarter Staatstheater berufen. Er hatte dieses Amt bis 1972 inne. Das Angebot, die Leitung der Berliner Staatsoper zu übernehmen (1959), lehnte er ab. Beauftragt als „Sparkommissar“ und „Retter“, verstand er es, Talente zu erkennen, berühmte Künstler nach Stuttgart zu holen, sie ins Ensemble einzubinden und nachhaltig zu fördern. So gelang es ihm frühzeitig, den Dirigenten Carlos Kleiber an sein Haus zu binden. Carl Orff fand in Stuttgart eine Heimstätte für viele seiner modernen Werke. Wieland Wagner sah dort, an der Stuttgarter Oper, sein „Winter-Bayreuth“ und konnte außerdem manche Inszenierung erproben. Unter dem damals noch relativ unbekannten Choreografen John Cranko und mit Marcia Haydée als Primaballerina sowie Richard Cragun erlangte das Stuttgarter Ballett Weltgeltung.
Weniger spektakulär, aber ebenso bekannt wegen ihrer Neuerungen und Qualität entwickelten sich während dieser 23 Jahre Oper und Schauspiel in Stuttgart zu führenden deutschen und europäischen Bühnen mit zahlreichen Auslandsgastspielen.
Als Förderer der Jugend ermöglichte Schäfer Hohenheimer Studenten regelmäßig den kostenfreien Besuch von Aufführungen der Staatstheater. Sein Hauptziel war es, ein modernes Regietheater mit vielen Uraufführungen zu schaffen, und er verstand es, Vertrauen in begabte Künstler zu setzen und mit seinem Ensemble ein treues Publikum zu begeistern. Er starb 1981 in Stuttgart und gilt weiterhin als einer der international profiliertesten Theaterintendanten des 20. Jahrhunderts.

## Nachlass
Seit 2009 ist Schäfers Nachlass Teil des Staatsarchivs Ludwigsburg. Er umfasst neben Manuskripten, Publikationen, Feuilletonbeiträgen, Reden auch biographische Notizen, Korrespondenzserien und Aufführungsfotos.

## Auszeichnungen
- 1930: Kleist-Preis (mit anderen)[10]
- 1959: Großes Verdienstkreuz der Bundesrepublik Deutschland[8]
- 1971: Großes Verdienstkreuz der Bundesrepublik Deutschland mit Stern
- 1972: Bürgermedaille der Stadt Stuttgart
- 1976: Verdienstmedaille des Landes Baden-Württemberg
- 1977: John-Cranko-Preis
- 1981: Große Goldene Jubiläumsmünze des Landes Baden-Württemberg[1]

## Werke
Schauspiele
- Echnathon, 1925 (Engelhorn Verlag)
- Richter Feuerbach, 1930 (Engelhorn Verlag)
- Der 18. Oktober, 1932 (Dieck Verlag)
- Schwarzmann und die Magd, 1933 (Engelhorn Verlag)
- Der Kaiser und der Löwe, 1934 (Dietzmann-Verlag)
- Das Feuer, 1934 (Dietzmann-Verlag)
- Der Feldherr und der Fähnrich (UA Mannheim 1936)
- Die Reise nach Paris, 1936 (Dietzmann-Verlag)
- Die Kette, 1938 (Dietzmann-Verlag)
- Der Leutnant Vary, 1940 (Dietzmann-Verlag) / Erschienen auch als Der Leutnant Rougier
- Theres und die Hoheit, 1940 (Dietzmann-Verlag), auch verfilmt
- Die Verschwörung, 1949 (Dietzmann-Verlag)
- Hora Mortis, 1948 (Deutsche Verlagsanstalt)

Hörspiele
- Malmgreen, 1925, in: „Sprich, damit ich dich sehe“, Frühe Hörspiele, 1962 (Paul List Verlag), Tonband (SDR/SWR)
- Die fünf Sekunden des Mahatma Gandhi, 1948 (Europ. Verlagsanstalt, Hörspielbuch 1), Tonband (SDR/SWR)
- Der Staatssekretär, ca. 1949, Manuskript und Tonband (SDR/SWR)
- Konferenz in Christobal, ca. 1950, Manuskript (SDR/SWR)
- Spiel der Gedanken, 1951 (Europ. Verlagsanstalt, Hörspielbuch)
- Die Himmelfahrt des Physikers M.N. 1958 (Europ. Verlagsanstalt, Hörspielbuch)
- Die Nacht im Hotel, 1966, Manuskript (SDR/SWR)

Prosa
- Die zwölf Stunden Gottes. Erzählung. Engelhorn Verlag, Stuttgart 1925.
- Letzte Wandlung. Novellen. Engelhorn Verlag, 1928.
- Das Regimentsfest. Erzählung. Engelhorn Verlag, 1933.
- Die Heimkehrer. Erzählungen. Staakmann Verlag, Leipzig 1944.
- Bühne eines Lebens. Erinnerungen. Deutsche Verlagsanstalt, Stuttgart 1975, ISBN 3-421-01733-6.
- Kleine Wellen auf dem Fluß des Lebens: meine Geschichten. Deutsche Verlagsanstalt, 1976, ISBN 978-3-421-01761-1.
- Die Mutter des Schauspielers. Roman. Deutsche Verlagsanstalt, 1981, ISBN 3-421-06052-5.

Bildbände und Monographien
- Günter Rennert, Regisseur in dieser Zeit. Schünemann Verlag, 1962.
- Martha Mödl. Friedrichverlag, 1967.
- Wieland Wagner. Persönlichkeit und Leistung. Rainer Wunderlich Verlag, 1970.
- Die Stuttgarter Staatsoper 1950–1972. Neskeverlag, 1972, ISBN 3-7885-0023-9.

Gesammelte Werke
- Schauspiele, Hörspiele; 2 Bände, 1967 (Deutsche Verlagsanstalt)

## Dokumentationen
- Karl Ulrich Majer (Buch), Walter Rüdel (Regie): Walter Erich Schäfer oder Die Theatertaten eines Gutsherrn aus Niederbayern, ca. 30 min, ZDF